# 平野達男
平野達男（1954年5月2日—）出生於岩手縣北上市，前民主黨黨員，現為自民黨黨員。2012年成為首任復興大臣。
1977年，平野達男東京大學農業部畢業，隨即加入農林省，一直在農林省工作至2001年。離開農林省後，平達野男同年代表自由黨參選2001年參議院選舉，並成功當選，後來自由黨與民主黨合併，平達野男代表民主黨出選2007年參議院選舉並當選。
2010年，於菅直人內閣中擔任内閣府副大臣。2011年，接替松本龍擔任內閣府特命擔當大臣。2012年，復興廳成立，成為首任復興大臣。
2013年，離開民主黨，試圖加入自民黨，但被自民黨拒絕後，以無黨派身份繼續參選2013年參議院選舉，結果順利連任。
2016年7月加入自民黨。